# Impacchettamento di sfere

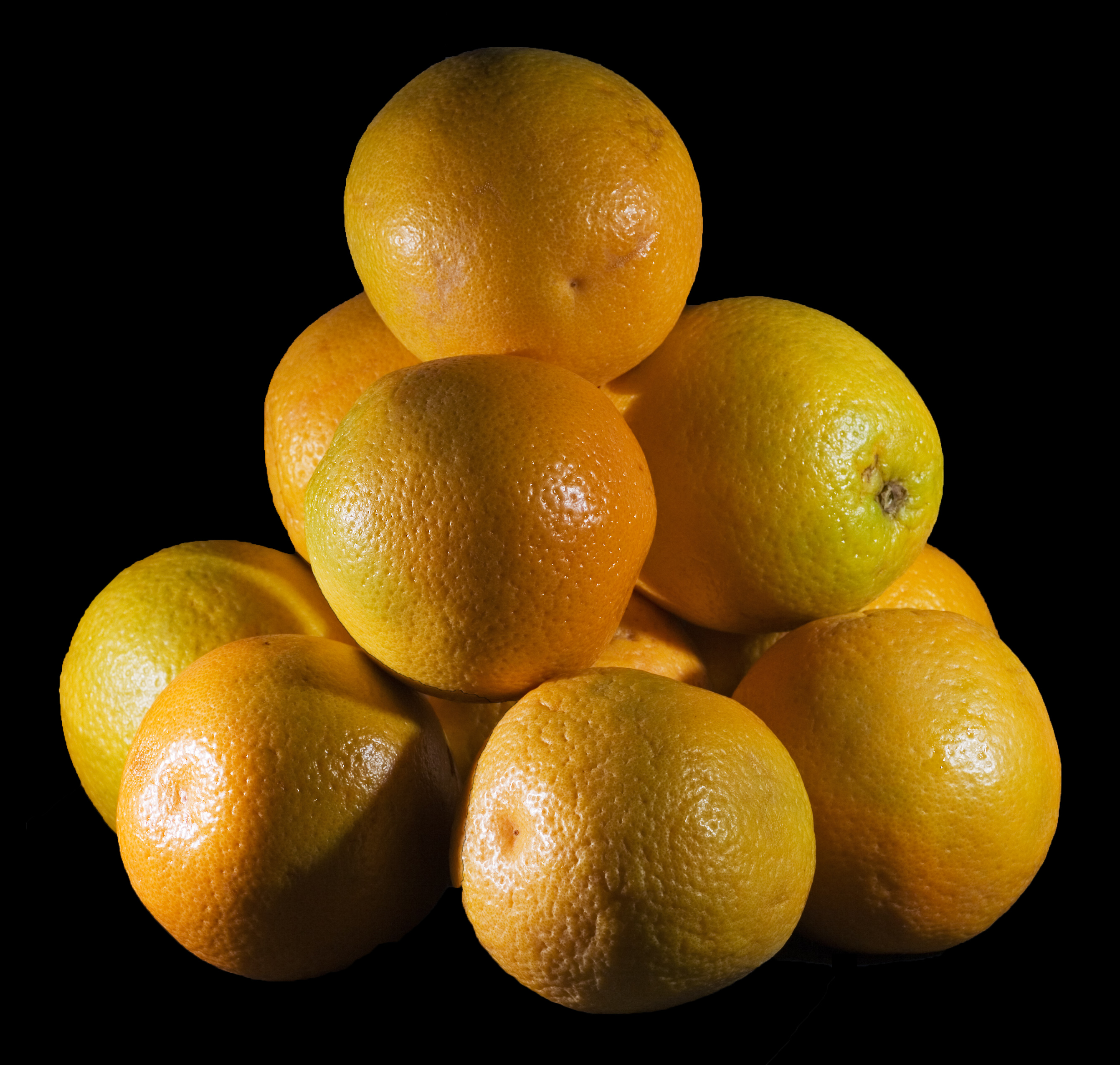
L'impacchettamento di sfere trova applicazione pratica nell'impacchettamento di arance.

In matematica, i problemi dell'impacchettamento di sfere riguardano le disposizioni di sfere identiche non in sovrapposizione che riempiono uno spazio. Di solito lo spazio coinvolto è uno spazio euclideo tri-dimensionale. Tuttavia, i problemi legati all'impacchettamento di sfere possono essere generalizzati per spazi bidimensionali (dove le "sfere" sono cerchi), per uno spazio n-dimensionale (dove le "sfere" sono ipersfere) e per spazi non-euclidei come lo spazio iperbolico.
Un tipico problema di impacchettamento di sfere è trovare una disposizione in cui le sfere riempiano una porzione di spazio il più esteso possibile. La porzione di spazio riempita da sfere viene chiamata densità della disposizione. Poiché la densità di una disposizione può variare in base al volume nel quale essa viene misurata, il problema è di solito rendere massima la densità media o asintotica, misurata su un volume abbastanza grande.
Una disposizione regolare (detta anche periodica o disposizione di reticolo) si verifica quando i centri delle sfere formano un modello molto simmetrico detto reticolo. Le disposizioni in cui le sfere non sono sistemate in un reticolo sono dette irregolari o aperiodiche. Le disposizioni regolari sono più facili da trattare di quelle irregolari, dato il loro alto grado di simmetria che le rende più facili da classificare e misurarne le densità.

## Impacchettamento di cerchi

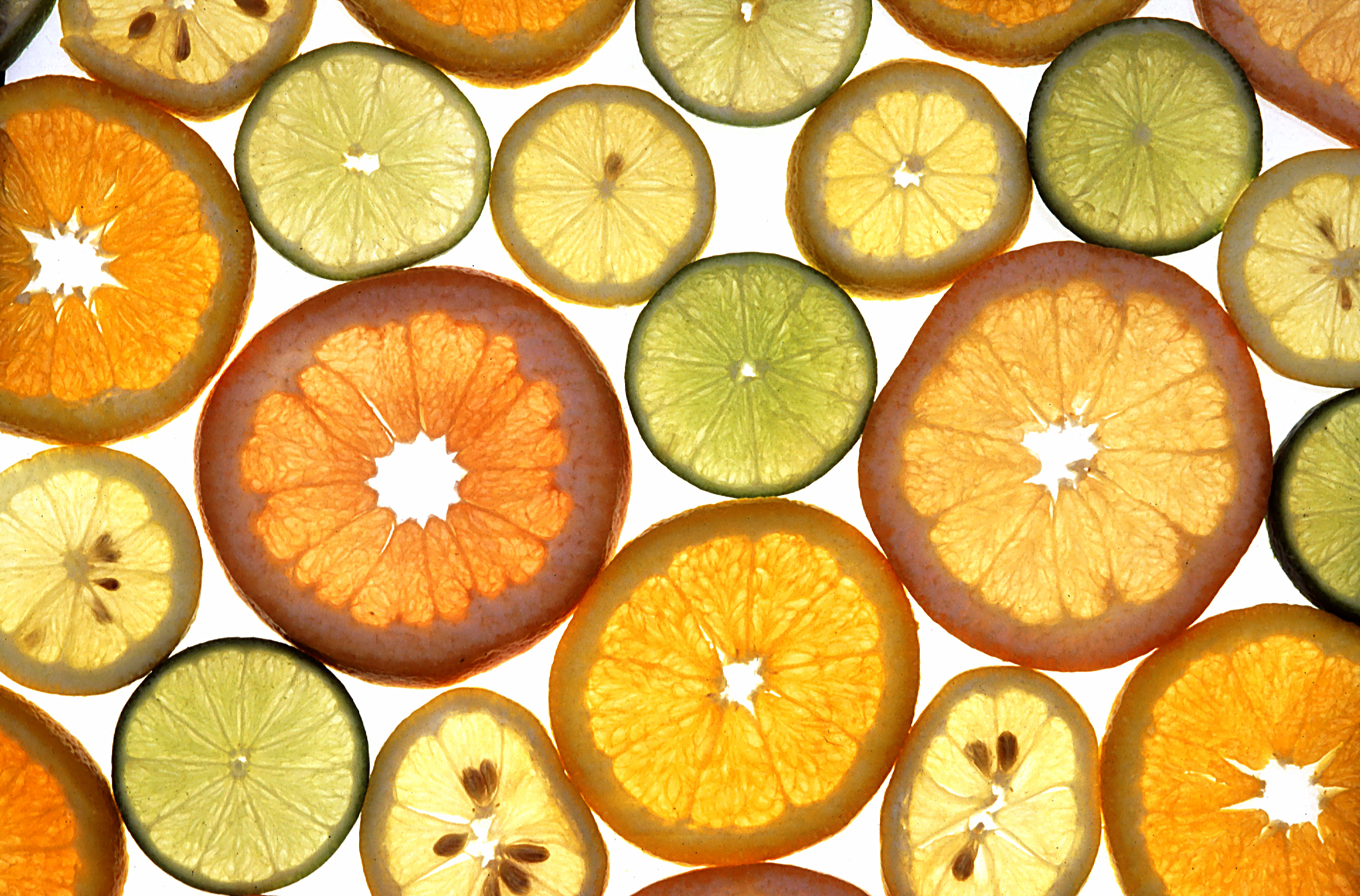
Il modo più efficiente di impacchettare insieme cerchi di diverse dimensioni non è ovvio.

I centri dei tre cerchi in contatto formano un triangolo equilatero, generando l'impacchettamento esagonale

Nello spazio euclideo a due dimensioni Carl Friedrich Gauss dimostrò che la disposizione regolare di cerchi con la più alta densità è l'impacchettamento esagonale, dove i centri dei cerchi sono disposti in un reticolo esagonale (file scaglionate, come un alveare), e ogni cerchio è circondato da 6 altri cerchi. La densità di questa disposizione è
{\displaystyle {\frac {\pi }{2{\sqrt {3}}}}\approx 0.9069.}
Nel 1940 il matematico ungherese László Fejes Tóth dimostrò che il reticolo esagonale è il più denso degli impacchettamenti di cerchi possibile, sia regolari che irregolari.
Il ramo della matematica in genere conosciuto come "impacchettamento del cerchio", tuttavia, non è implicato con l'impacchettamento denso di cerchi di uguale dimensione, ma con la geometria e la combinatoria di impacchettamenti di cerchi dimensionati in modo arbitrario; questi traggono origine da l'analogico discreto di mappatura conforme, superfici di Riemann e simili.

## Impacchettamento di sfere

### Impacchettamento regolare

Il reticolo HCP (sinistra) e il reticolo FCC (destra) sono le due disposizioni di più alta densità più comuni. Notate che i due gruppi qui mostrati non sono celle unitarie capaci di tassellatura in uno spazio 3D. Questi gruppi, comunque, descrivono sollecitamente la differenza tra i due reticoli.

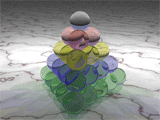
Le sfere di impacchettamento in una piramide è un esempio di impacchettamento compatto cubico. (vedi versione animata)

Due modi di accatastare tre piani fatti di sfere

Nello spazio euclideo tri-dimensionale consideriamo un piano con una disposizione compatta di sfere su di esso. Se si prendono tre sfere contigue, possiamo mettere una quarta sfera nel vuoto tra le tre sfere inferiori. Se facciamo questo "dappertutto" in un secondo piano sopra il primo, creiamo una nuova disposizione compatta. Il terzo strato si può sovrapporre al primo, o le sfere possono trovarsi sopra un vuoto del primo strato. Ci sono perciò tre tipi di piani, chiamati A, B e C.
Gauss dimostrò che queste disposizioni hanno la più alta densità tra le disposizioni regolari.
Le due disposizioni più comuni sono definite impacchettamento compatto cubico (cubic close packing) o sistema cristallino cubico (face centred cubic) — alternanza ABCABC... — e impacchettamento compatto esagonale — alternanza ABAB.... Ma tutte le combinazioni sono possibili (ABAC, ABCBA, ABCBAC, ecc.). In tutte queste disposizioni ogni sfera è circondata da 12 altre sfere, ed entrambe le disposizioni hanno un densità media di
{\displaystyle {\frac {\pi }{\sqrt {18}}}\simeq 0{,}74048.}
Nel 1611 Giovanni Keplero aveva ipotizzato che questa fosse la densità massima possibile sia per le disposizioni regolari che per quelle irregolari — ipotesi nota come congettura di Keplero. Nel 1998 Thomas Hales, seguendo l'approccio suggerito da László Fejes Tóth nel 1953, annunciò la dimostrazione della congettura di Keplero. La prova di Hales è una ricerca esaustiva della soluzione che coinvolge la verifica di molti casi singoli usando calcoli computerizzati complessi. I "giudici" sentenziarono di essere "certi al 99%" della precisione della prova fornita da Hales, così la congettura di Keplero è stata quasi certamente provata.
Il diagramma di Voronoi dell'impacchettamento di sfere nel sistema cristallino cubico forma un alveare dodecaedrico rombico.

### Impacchettamento irregolare
Se noi proviamo a costruire una serie di sfere densamente impacchettate, saremmo sempre tentati di collocare la sfera successiva in un vuoto compreso fra tre sfere impacchettate. Se cinque sfere vengono assemblate in questo modo, saranno conformi a una delle disposizioni impacchettate in modo regolare descritte sopra. Tuttavia, la sesta sfera collocata in questo modo renderà la struttura incoerente con ogni disposizione regolare. (Chaikin, 2007). Ciò si verifica nel caso di un impacchettamento casuale di sfere che rimane stabile quando sottoposto a compressione.
Quando le sfere sono aggiunte casualmente ad un contenitore e dunque compresse, esse formeranno in genere ciò che è noto come configurazione di impacchettamento "irregolare" o "congestionato" quando non possono più essere compresse. Questo impacchettamento irregolare avrà generalmente una densità di circa il 64%. Una recente ricerca prevede che analiticamente non si possa eccedere un densità limite di 63,4% Questa situazione è diversa nel caso di una o due dimensioni, dove comprimendo una serie di sfere uni-dimensionali o bi-dimensionali (vale a dire segmenti di linea o dischi) si produrrà un impacchettamento regolare.

## Impacchettamento di ipersfere
In più di tre dimensioni, gli impacchettamenti regolari più densi di ipersfere sono noti fino a 8 dimensioni. Molto poco si sa riguardo agli impacchettamenti irregolari di ipersfere; è possibile che in alcune dimensioni l'impacchettamento più denso possa essere irregolare. Qualche sostegno a questa congettura viene dal fatto che in certe dimensioni (per es. 10) l'impacchettamento irregolare più denso conosciuto è più denso dell'impacchettamento regolare più denso conosciuto.
La dimensione 24 è speciale a causa dell'esistenza del reticolo di Leech, che ha il miglior numero baciante (kissing number) e per lungo tempo si suppose fosse l'impacchettamento di reticolo più denso. Nel 2004, Cohn e Kumar 1 pubblicarono una bozza (preprint) che provava questa congettura, e in più mostrava che un impacchettamento irregolare può perfezionarsi sull'impacchettamento del reticolo di Leech, se il valore non è più alto di 2 × 10−30.
Un'altra direzione di ricerca nelle dimensioni più elevate sta cercando di trovare i limiti asintotici per la densità degli impacchettamenti più densi. Attualmente il migliore risultato conosciuto è che esiste un reticolo nella n dimensione con densità maggiore o uguale a {\displaystyle cn2^{-n}} per qualche numero c.

## Spazio iperbolico
Sebbene il concetto di cerchi e sfere possa essere esteso allo spazio iperbolico, cercarvi l'impacchettamento più denso diventa molto più difficile. In uno spazio iperbolico non c'è nessun limite per il numero di sfere che possono circondare un'altra sfera (per esempio, i cerchi di Ford possono essere immaginati come una disposizione di cerchi iperbolici identici in cui ogni cerchio è circondato da un numero infinito di altri cerchi). Il concetto di densità media diventa anche molto più difficile da definire in modo preciso.
Nonostante queste difficoltà, Charles Radin e Lewis Bowen dell'Università del Texas di Austin mostrarono nel maggio del 2002 che gli impacchettamenti più densi in ogni spazio iperbolico sono quasi sempre irregolari.

## Altri spazi
L'impacchettamento di sfere sugli angoli di un ipercubo (con le sfere definite dalla distanza di Hamming) corrisponde ai codici che correggono l'errore della progettazione (designing): se le sfere hanno raggio d, allora i loro centri sono parole di un codice che corregge l'errore d. Gli impacchettamenti di reticolo corrispondono a codici lineari. Ci sono altre relazioni più sottili tra l'impacchettamento di sfere euclidee e i codici che correggono l'errore; perciò, il codice binario di Golay è strettamente correlato al reticolo di Leech a 24 dimensioni.